# 調所広郷
調所 広郷（ずしょ ひろさと、旧字体：調󠄁所󠄁 廣鄕、安永5年2月5日（1776年3月24日） - 嘉永元年12月19日（1849年1月13日））は、江戸時代後期の薩摩藩の家老。諱ははじめ恒篤、後に広郷。通称は清八、友治、笑悦、笑左衛門。当時の呼称は調所笑左衛門が一般的。薩摩藩の莫大な負債を整理する財政改革に携わり、成功させたが、服毒自殺した。

## 生涯

### 誕生から調所家の養子となるまで
調所広郷は安永5年2月5日（1776年3月24日）、鹿児島で生まれた。幼名は良八であり、父、川崎主右衛門の次男であった。生家は薩摩藩主の島津家の菩提寺、福昌寺に近接した堂の前と呼ばれた通り沿いであったと伝えられている。川崎家は鹿児島城下に居住する城下士の中でも最下級の小姓組であった。
天明8年（1788年）、13歳の時に調所清悦の養子となり、名を友治と改めた。調所とは元来、国衙に属する諸税の徴収業務を行う役所名であった。調所家の祖は藤原伊尹であり、伊尹の孫である藤原恒親が調所職など大隅国の官職に就き、その後恒親の子孫が調所職を世襲するようになって、調所を姓としたと伝えられている。近世になって調所氏は島津家の家臣となり、江戸期、本家は中級家臣の小番であった。しかし調所広郷が養子となった調所家は分家筋で、生家川崎家と同様の小姓組であり、無高無屋敷であった。

### 茶道坊主時代
最下級の城下士である小姓組の中には無高無屋敷の上に勤め先が無い者も多く、そのような小姓組は日々の生活に困窮していた。しかし養子に行った分家筋の調所家の当主は、代々茶道坊主として藩庁に勤務していた。そのため勤め先が無い小姓組より生活的には楽であったと推定されている。調所家の養子となった翌年の寛政元年（1789年）、養父が亡くなった。寛政2年（1790年）には養父の跡を継いで表坊主となり、養父の名を引き継いで調所清悦を名乗るようになった。なお年月的にははっきりしないものの、調所家の養子になった頃から家職である表坊主を継ぐまでの間に、本名として恒篤を名乗るようになったと推定されている。
表坊主となった調所は寛政10年（1798年）までの8年間、鹿児島で勤務した。表坊主として鹿児島で勤務していた駆け出し時代の調所について伝わっている話は少ない。わずかに伝えられている話によれば、近所に住む老女が自分が思っていることよりも行き届いた内容になるので、いつも息子への手紙の代筆を依頼していたといい、物事にこだわらない男気がある性格で、鹿児島城下でも名が知られるほど相撲が強かった。また表坊主時代は大変な勉強家で、午前2時とか4時まで書きものをしており、大工のことは大工に、商売のことは商人に、農業のことは農民から詳しく聞いていたため、殿からお尋ねがあった時には的確な返答が出来たとも伝えられている。

#### 島津重豪、斉興のもとでの勤務
寛政9年（1797年）11月、調所は翌年春からの江戸詰めを命じられた。翌寛政10年（1798年）1月、調所は鹿児島を立ち江戸へ向かった。2月に江戸に到着した調所は、3月よりまず表茶道所勤めとなった。表茶道所とは藩主付きの茶道所である。そして9月には隠居付奥茶道すなわち前藩主島津重豪付の勤務を命じられる。同月、重豪の名によって笑悦と改名し、その後茶の湯、生花を学ぶよう命じられた。入門料は公費で賄われ、重豪からの内々の援助もあったが、授業料は自前で払わねばならず、江戸生活の始めは経済的に楽ではなかったと考えられている。調所が仕えることになった島津重豪は時の将軍、徳川家斉の岳父であり、将軍岳父である重豪のもとには家斉の父、一橋治済を始め多くの大名らが訪ねてきた。重豪のもとで働くことは若い調所にとって見聞を広めることに繋がったと考えられる。
寛政11年（1799年）12月、調所は休暇のための帰郷を命じられたため鹿児島へ向かった。この帰省時に結婚したと考えられている。結婚後も江戸で隠居付奥茶道の勤めを続けていたが、文化元年（1804年）頃に世子島津斉興付の茶道職に配置換えになったと見られている。
文化5年（1807年）末、調所は長年の妻の病気などを理由として帰郷を申請した。この申請は認められ、調所は約半年鹿児島に滞在する。この間に初婚の妻は病死ないし離婚したものと考えられる。文化8年（1811年）1月には調所は茶道頭に昇進する。翌月には家格も小姓組から一代限りではあるが新番に昇格した。

### 茶道坊主から藩主側近へ
文化10年（1812年）7月、調所は小納戸に任命され、茶道から離れこれまでの坊主頭から髪を蓄えるようになる。小納戸とは藩主側役の下で働く職務であり、茶道頭からの配転は稀なことであった。また同時に笑悦という名から笑左衛門と改名した。そして2年後の文化12年（1814年）7月には小納戸頭取兼御用御取次見習に昇格する。小納戸頭取は家老からの直接指揮を仰ぐいわば家臣の中の上級職であり、御用御取次見習は藩主側役と同格の職務であった。つまり調所は藩政の要職への足掛かりを掴んだのである。
調所が茶道から離れ、藩主の側役同等の職務に就くとともに藩政の要職就任の足掛かりを掴む頃には、藩主は重豪の子の斉宣から孫の斉興へと交代していた。斉宣は藩の財政再建や重豪時代の緩んだ士風の粛正を目指して藩政改革に取り組んだが、父、重豪の逆鱗に触れ、結局改革は頓挫して斉宣は隠居して斉興が新藩主となっていた。そのような中で重豪は藩政を後見し、藩の実権を握った。
茶道坊主から藩主側近となった文化末年、調所は再婚する。出世の足掛かりを掴み、家格も上昇した調所の再婚相手は富裕な藩士の内藤家出身であった。再婚した調所について妻は、生活が派手でよく大酒を飲み家計を意に介さず、米やお金が不足がちであったため、妻の実家の内藤家からしばしば財政的支援を受けていたと述懐している。

### 君側をいったん離れる
茶道坊主から藩主側近として頭角を現しだした調所に対して、周囲からの風当たりは強かった。この様子を見た重豪は、文化15年（1818年）1月、藩の対外的使者を業務とする使番へ配転させる。役職としては昇格ではあったが、藩主側近から外れることは調所としては不本意であった。当時、島津斉宣の転居が計画されていて、重豪は転居先の図面を調所に見分させるよう命じた。調所がその図面を開いてみると重豪の自筆で「心を屈せずして勉むべし」と記してあったという。
文政5年（1822年）3月、調所は鹿児島町奉行に配転となる。鹿児島は武家人口が約7割を占め、町人が少なかったこともあって、町人を管轄する町奉行は地位的には高かったが藩にとって重要な職務というわけではなかった。しかしこの町奉行時代、後に主導していくことになる薩摩藩の天保改革において、調所のブレーンとして活躍する町人たちと知り合うことになる。

### 両隠居続料掛
藩主斉興の後見という形で藩の実権を握った重豪であったが、深刻化した藩の財政難への対応に苦慮し続けることになる。藩財政困窮化の要因のひとつが重豪、斉宣という2人の隠居の江戸住まいであった。当時は華やかで奢侈の風潮が蔓延した化政文化の最盛期でもあり、重豪の江戸での生活費用は20万石、斉宣は10万石の大名の経費に匹敵すると言われたほどである。
文政7年（1824年）11月、調所は町奉行在職のまま側用人格両隠居続料掛に任命される。両隠居続料掛とは重豪、斉宣の隠居料調達を担う職務であった。両隠居続料掛として調所が取り組んだのが、琉球貿易によって入手した中国産品を長崎で販売する薩摩藩の長崎商法による収入増であった。薩摩藩は長崎商法の拡大を図ったものの、長崎会所による貿易を圧迫するため幕府は規模の拡大に難色を示していた。そこで重豪の側近であった堀殿衛を中心に、調所も長崎奉行所関係者、幕閣への工作に奔走した。薩摩藩は長崎商法に関与するようになった天草の豪商、石本家の協力を得て大量の金品をばら撒き、文政8年（1825年）には長崎商法での取り扱い品目を10品目増やすことに成功する。
堀殿衛と調所は長崎商法拡大への貢献を評価され褒美が与えられた。そして文政8年（1825年）8月、調所は町奉行から側用人、側役勤に配転し、藩主側近に復帰する。これも長崎商法拡大によって重豪、斉宣の隠居料調達に貢献したことが評価されたためと考えられる。調所は側用人、側役勤に配転後も長崎商法に関わり、文政10年（1827）4月にも長崎商法への貢献を賞されている。

### 薩摩藩の天保改革の責任者となる
調所らの活躍によって薩摩藩の長崎商法は利益を挙げるようになったものの、薩摩藩の財政状況は悪化の一途を辿っており、借金は雪だるま式に膨らんでいった。文政末年、藩の借金は約500万両に達した。藩庫は底をつき、江戸詰めの藩士の俸給が10カ月余り支給できなくなり、藩士の不満は高まっていた。
危機的な状況の藩財政立て直しのため、重豪がまず改革責任者として選んだのは大坂藩邸の金方物奉行であった新納時升であったが、新納は重豪の要請を断った。新納は財政改革の適任者について、自分は大坂商人との付き合いが深く、これまでの恩を仇で返すことは出来ない。これまで大坂の人と縁が無い人物が行うのが良いと述べていた。新納が断った後、改革責任者に選ばれたのが側用人の高橋甚五兵衛であった。しかし高橋の改革への取り組みは挫折する。
高橋甚五兵衛による改革失敗を受けて、責任者の候補になったのが調所であった。調所は重豪から改革責任者になるよう命じられたが、最初は断った。これまで財政面でのキャリアを積み重ねてきたわけではなく、また財政改革への試みは挫折してきており、とうてい成功はおぼつかなかったためである。命令を断った調所に対し、重豪は長脇差を掴み、「側役は主人と生死をともにする職であるが、これほどの危急切迫の場に追い込まれているというのに、命令を断るとはどんなつもりか」と、調所を斬り捨てんばかりの剣幕で詰め寄った。調所は「やむを得ません、引き受けます」。と答えざるを得なかった。こうして調所は薩摩藩の財政改革責任者となった。文政11年（1828年）6月頃のことであったと考えられている。文政6年6月に調所は高50石を与えられており、これまでの無高から高持ちとなった。これは無高の改革責任者では都合が悪いとの判断であったと考えられている。

### 改革責任者として
改革責任者となった調所の生活は一変する。前述のように調所は生活が派手で、もともとの職務であった茶花の他、相撲、囲碁、将棋そして詩歌といった多彩な趣味を持っていた。しかし改革に携わるようになると全ての趣味を止め、部下がそのような趣味を持つことすら嫌った。
趣味を止めた調所は猛烈な仕事人間になった。毎朝、夜が明けるや否な来客との面会を始め、出勤後午前10時から午後4時までは勤務したが、帰宅後もまた来客者対応に忙殺され、夕食を食べる暇さえ無いこともあった。主君への使いを送る前日には徹夜をして報告書を作成するなど、部下は調所がだらけた姿を見ることは無かった。また毎年10月頃には鹿児島を出発し、長崎、大坂、京都で藩務の陣頭指揮を執り、年末には江戸に着いた。江戸でも業務の指揮を執って、2月から3月頃に同じような道程で鹿児島へ向かったので、家族との同居は年2，3か月に過ぎなかった。また国元から江戸への往復中も部下に各地の物産、情勢、風俗等を毎朝報告するよう命じるなど、情報収集を怠らなかった。このような激務続きではあったが、たとえ徹夜をしても翌日は少々休憩しただけで全く業務に差支えが無かった。
仕事においては即断即決することもあったが、数日間熟考に熟考を重ねた上で決定することもあった。「調所の思慮は時と場合によっては十分を通り越し十三分だ。三分は過慮である」とも言われた。また人材には特に気を配り、「人柄吟味」を尽くした上で各部署に配置した。調所を引き立てた重豪のことは死後も霊前に生前と同様に改革の成果について報告し続けるなど、深い尊崇の念を抱いていた。その一方で実際に改革を遂行する中では、派手好きで贅沢好みな面があった重豪に釘を差すこともあった。また重豪の死後、引き続き調所を改革責任者として信任した斉興に対しても、調所は事の大小に関わらず報告を怠らず、斉興もまた細事に至るまで確認の上、決裁を下していた。

### 成果を挙げる改革と出世
調所が主導する改革は徐々に成果を挙げていく。責任者に就任した当初は改革に反発して調所を憎む者も少なくなかったが、徐々に人心も落ち着いていき、危機的な状況に遭った藩財政も持ち直して臨時の出費にも対応できるようになった。
改革の遂行に伴い調所の地位も上がった。文政11年（1828年）10月に50石、翌文政12年（1829年）5月には100石と立て続けに加増され、文政13年（1830年）1月には側用人兼任の上、御家老座敷込みへの出勤を命じられ、駕籠ないし乗馬での登城が認められる。
その後調所の出世はさらに加速する。天保2年（1831年）12月には大番頭に昇格し、350石の加増を受けた。翌天保3年（1832年）1月、役料を若年寄格の300石30人賄料となり、2月には大目付格、続いて家格も寄合に昇進する。天保3年（1833年）閏11月には家老格、役料1000石となって対外的には家老を名乗るよう命じられた。天保4年（1833年）3月と天保7年（1836年）3月には500石の加増がなされ、天保9年（1838年）8月には正式に家老、側詰兼務となった。
後に藩主・島津斉興に仕え、使番・町奉行などを歴任し、小林郷地頭や鹿屋郷地頭、佐多郷地頭を兼務する。藩が琉球や清と行っていた密貿易にも携わる。天保3年（1832年）には家老格に、天保9年（1838年）には家老に出世し、藩の財政・農政・軍制改革に取り組んだ。弘化3年7月27日には志布志郷地頭となり、死ぬまで兼職する。
当時、薩摩藩は500万両の借金を抱えて財政破綻寸前となっていた。これに対して広郷は商人を脅迫して借金を無利子で250年の分割払いにし、さらに行政改革、農政改革、財政改革を行った。これにより天保11年（1840年）には薩摩藩の金蔵に200万両の蓄えが出来る程にまで財政が回復した。この改革の取組みとして、琉球を通じた清との密貿易、大島・徳之島などから取れる砂糖の生産において、大坂の砂糖問屋の関与の排除を図った専売制や、商品作物の開発などがあった。
やがて、斉興の後継を巡る島津斉彬と島津久光による争いがお家騒動（後のお由羅騒動）に発展すると、広郷は斉興・久光派に与する。これは、聡明だがかつての重豪に似た蘭癖の斉彬が藩主になることで再び財政が悪化するのを懸念してのことであると言われている。
斉彬は幕府老中・阿部正弘らと協力し、薩摩藩の密貿易（藩直轄地の坊津や琉球などを拠点としたご禁制品の中継貿易）に関する情報を幕府に流し、斉興、調所らの失脚を図る。
嘉永元年（1848年）、調所が江戸に出仕した際、阿部に密貿易の件を糾問される。同年12月、薩摩藩上屋敷芝藩邸にて急死、享年73。死因は責任追及が斉興にまで及ぶのを防ごうとした服毒自殺とも言われる。
死後、広郷の遺族は斉彬によって家禄と屋敷を召し上げられ、家格も下げられた。葬所は養父清悦と同じ江戸芝の泉谷山大円寺。法号は全機院殿敷績顕功大居士。現在の墓所は鹿児島市内の福昌寺跡。

## 評価

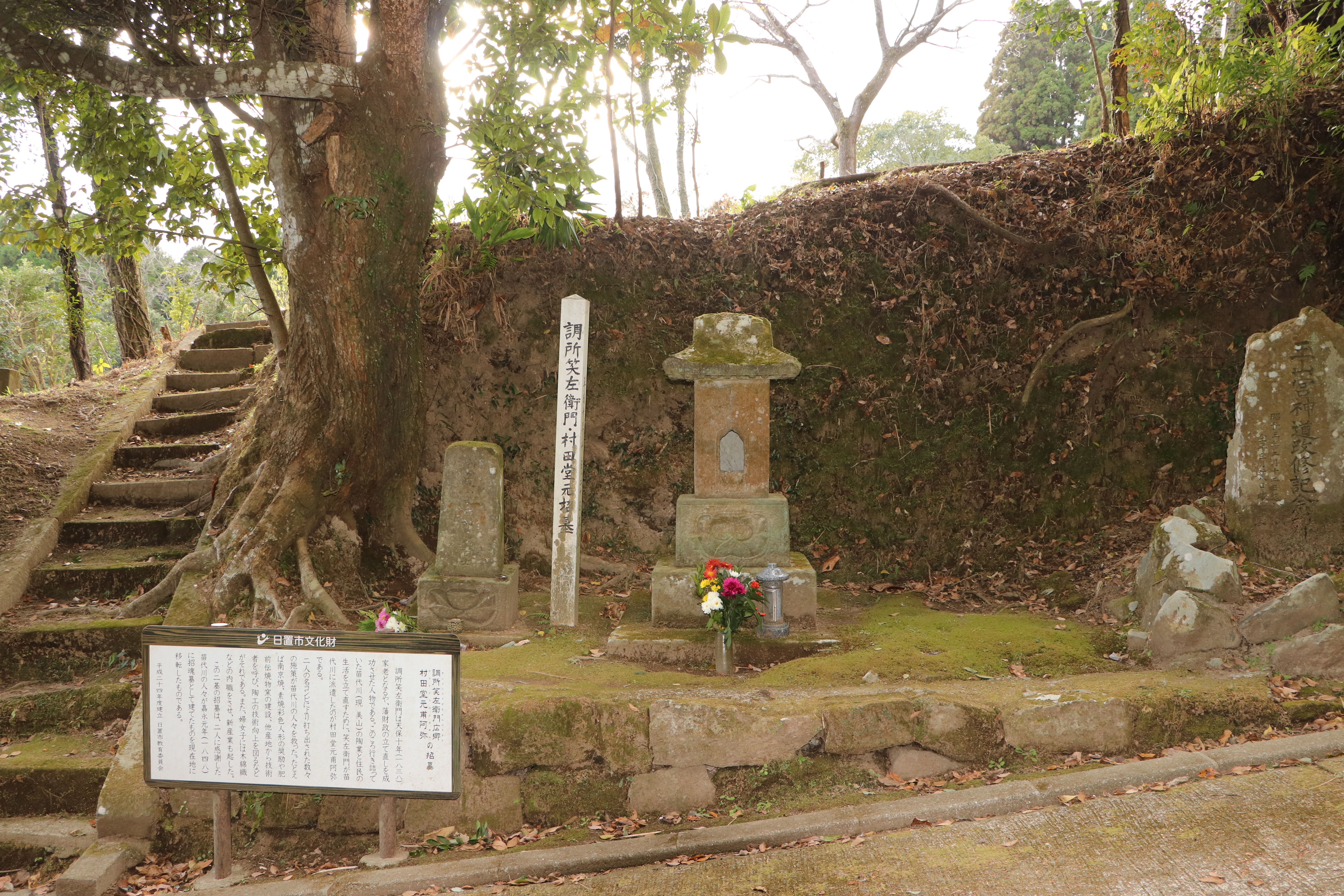
苗代川（現在の日置市東市来町美山）に建立された調所広郷の招魂墓

明治維新の実現は薩摩藩の軍事力に負うところが大である。幕末期に、薩摩藩が他藩と異なり、新型の蒸気船や鉄砲を大量に保有するなどできたのは、薩摩藩の財政を再建した広郷の功績と言える。
当時の薩摩藩の500万両という借金は、年間利息だけで年80万両を超えていた。これは薩摩藩の年収（12万から14万両）を超え、返済不可能であり、「無利子250年払い」も債務整理としてやむを得ない処置でもあった。また廃藩置県後に明治政府によって債務の無効が宣言される明治5年（1872年）までの35年間は、実際に返済が行われており、債権主の商人には、琉球、清との密貿易品に利権を優遇する代替措置も取っていた。
また借金踏み倒し策ばかりでなく、広郷はそれに続く薩摩藩の財政と経済の建て直しに成功している。借金体質の改善に注力する一方、甲突川五石橋建設など長期的にプラスと判断したものには積極的に財政支出を行い、殖産や農業改革も実施。専売化した黒糖のみで、230万両超の利益を出した。最終的には200万両にも及ぶ蓄えを生み出している。また並行して、高島流砲術採用など軍制改革にも成功している。
反面、砂糖の専売では奄美群島の百姓から砂糖を安く買い上げた上に税を厳しく取り立てており、債務整理でも借用証文を燃やしたり、債権主の商人を脅したり、途方もない分割払いを成立させたりしたため、同時期に長州藩で財政改革を行なった村田清風と較べても、領民を苦しめた極悪人という低い評価がある。
また広郷は、斉興と斉彬の権力抗争の矢面に立ち、その憎悪を一身に受けた。その後、斉彬派の西郷隆盛や大久保利通が明治維新の立て役者となったため、調所家は徹底的な迫害を受け、一家は離散する。斉彬排斥の首謀者は斉興とその側室のお由羅の方だったが、この2人は斉彬の死後に事実上の藩主となった久光の両親であり弾劾出来なかったので、調所家への風当たりが一層強くなったものと考えられる。
しかし一方、その後に続き名君とされる斉彬であるが、斉彬時代になってからの方が、領民に対する税率は上げられていた。またそういった厳しい評価の中でも、苗代川地区（現在の日置市東市来町美山）では、調所が同地の薩摩焼の増産と朝鮮人陶工の生活改善に尽くしたことから、同地域では調所の死後もその恩義を感じて調所の招魂墓が建てられて、密かに祀られ続けていたという（この墓も現存している）。
第二次大戦後、広郷の財政改革が後の斉彬や西郷らの幕末における行動の基礎を作り出し、現在の日本の近代化が実現したと再評価されるようになった。

## 家系
調所家は本姓藤原氏を称する。初代・藤原調所（ちょうそ）恒親（つねちか）が藤原北家出身のためである。恒親は神職として京から大隅国へ赴任し、調所職（ちょうそしき）という徴税職も兼ねた。以後、調所を姓とした。調所恒林は、近衞前久より同族のよしみとして「廣」の一字を拝領、廣榮と改め、以後調所家の通字となる（「旧記雜録家分け調所氏」参照）。
広郷は調所家分家の６代目。広郷の相続したのは調所大炊左衛門の養子、調所内記の次男である調所善右衛門を家祖とする調所家で、万治2年の石高は10石であったことが、『万治鹿府高帳』より知ることができる。
- 実父・川崎主右衛門基明 ‐ 薩摩藩下級武士
- 養父・調所清悦 ‐ 薩摩藩下級武士
- 三男・調所広丈[63]（読みをちょうしょに改称） ‐ 調所藤内左衛門の長男とも[64]（芳即正による広郷の伝記によると、広郷の系図には３人の男児があるが、広丈の名はない[62]）。調所家本家の13代目[62]。札幌農学校初代校長・札幌県令・高知県知事・鳥取県知事・貴族院議員などを歴任し、男爵を叙爵。
  - 長男：調所恒徳（1860-1924） ‐ 貴族院男爵議員。岳父に長谷部恕連。
    - 長男：調所一郎 (男爵)（1907-） ‐ 日本国有鉄道理事
    - 娘婿・福原銭太郎

  - 五男・調所定(1878-) ‐ 東京貯蓄銀行員。慶應義塾卒。[65]
    - 長男・調所五郎（1908-1932） ‐ 慶應義塾大学在学中、坂田山心中事件で死去。7歳で生母と死別、父・定は後妻を迎え、異母兄弟が増えるにつれ、五郎は満たされぬものを感じて教会へ通い、心中相手と知り合う。調所家側は卒業後の結婚を許し、新居の土地も用意していたが、相手側の親が地元での縁談を望んで娘を連れ帰ったため前途を悲観して服毒した。『天国に結ぶ恋』の題で映画化された。[66]

  - 六男：調所武光（1885-） ‐ 工学士。京都帝国大学土木工学科卒業後京都府土木部長などを務めた。

子孫に刀剣刀装研究家の調所一郎(ずしょいちろう）がいる。

## 関連史跡
- 鹿児島県鹿児島市の天保山公園には広郷の銅像がある。
- 鹿児島市平之町平田公園北側の旧邸宅跡地に、広郷の旧邸址を示す石碑がある。
- 「鹿児島市史三」の『鹿児島市の金石文』によると、鹿児島市吉野町磯の菅原神社に天保5年8月25日に島津久風や市田美作、諏訪治部、猪飼央とともに奉献した献灯があるという。
- 宮崎県都城市山之口町山之口には、調所が指宿の豪商浜崎太平次と計り建造した島津寒天工場跡地がある。

## 関連書籍

### 研究書
- 『調所広郷』芳即正著 吉川弘文館　ISBN 4642050817
- 『幕末の薩摩　悲劇の改革者、調所笑左衛門』原口虎雄著 中公新書　ISBN 412100101X

### 小説
- 『調所笑左衛門　薩摩藩経済官僚』佐藤雅美著 講談社文庫 後に学陽書房　ISBN 4313751467(学陽書房)
- 『薩摩燃ゆ』安部龍太郎著 小学館文庫　ISBN 9784094082098
- 『目鑑橋』森光宏 著　東京図書出版会 ISBN 4434042068
- 『斉彬に消された男　調所笑左衛門広郷』台明寺岩人 著　南方新社 ISBN 4861240964
- 『奸臣と人のいう』滝口康彦著（「薩摩軍法」収録） 講談社文庫 ISBN 4061317350
- 『薩摩兄弟飛脚』滝口康彦著（「権謀の裏」収録） 新人物往来社 後に新潮文庫

## 演じた俳優
- 中村伸郎（『風の隼人』：1979年・NHK）
- 高品格（『翔ぶが如く』：1990年・NHK大河ドラマ）
- 平幹二朗（『篤姫』：2008年・NHK大河ドラマ）
- 団時朗（『浪花の華〜緒方洪庵事件帳〜』：2009年・NHK）
- 竜雷太（『西郷どん』：2018年・NHK大河ドラマ）